# Gertrud von Walther
Gertrud von Walther zu Herbstenburg, verheiratete Glauber (geboren 13. Januar 1903 in Bozen, Österreich-Ungarn; gestorben 3. Oktober 2001 in Bozen, Italien), war eine österreichisch-italienische Schriftstellerin.

## Leben
Gertrud von Walther war eine Tochter des Anwalts und Politikers Wilhelm von Walther. Sie besuchte die Volksschule und das Realgymnasium in Bozen. In der Folge der italienischen Okkupation Südtirols wurde sie nach dem Ersten Weltkrieg zwangsweise Italienerin. 1922/23 studierte sie Philosophie, Psychologie und Pädagogik an der Universität München, musste aber nach der Machtübergabe an die italienischen Faschisten das Studium abbrechen, da sie kein Auslandsvisum mehr bekam. 
1926 heiratete sie den Unternehmensgründer Max Glauber und wurde österreichische Staatsbürgerin. Sie hatten drei Kinder: Lisa, Heini (1928–2017) und Hans, den späteren Gründer des Ökoinstituts in Bozen und Initiator der „Toblacher Gespräche“.
Die Familie Glauber wohnte in Toblach, wo Max Glauber 1925 die Radiofabrik „Unda Società per la Fabbricazione di Apparecchi di Meccanica Fine“ (Unda, Gesellschaft für die Produktion feinmechanischer Geräte) gegründet hatte. In der Folge der italienischen Optionspolitik in Südtirol musste Max Glauber 1938 seine Radiofabrikation nach Como verlegen. Sie wohnten nun in Tavernerio und Max Glauber beantragte nach dem Anschluss Österreichs die italienische Staatsangehörigkeit für sich und seine Familie. Er war von der italienischen Rassengesetzgebung betroffen, überstand diese und auch die Zeit der deutschen Judenverfolgung in Italien nach 1943.
Gertrud von Walther publizierte Ende 1953 erste journalistische Beiträge in der Bozner Tageszeitung Dolomiten, es folgten Gedichte, Artikel und Kurzprosastücke, dies auch in der Kulturzeitschrift Der Schlern, in der Zeitung Alpenpost und im Wort im Gebirge. Ihr Gedichtband Jenseits der Stille erschien 1954 im Verlag Ferrari-Auer in Bozen. Zusammen mit ihrer Schwiegertochter Uta Glauber, einer Buchillustratorin, schrieb sie Kinderbücher mit volkstümlichen Kinderversen und Gedichten.

## Werke (Auswahl)
- Jenseits der Stille. Bozen: Ferrari-Auer, 1953
- Heile heile Segen. Ein Bilderbuch mit volkstümlichen Kinderversen und Gedichten. Illustrationen Uta Glauber. Freiburg im Breisgau: Herder, 1967
- mit Uta Glauber: Wo ist dein Nest, wo ist dein Haus. Kinderbuch. Illustrationen Uta Glauber. München: Ellermann, 1969